# Centru (región de desarrollo)
Centru (español: Centro) es una región de desarrollo en Rumania. Como las demás regiones de desarrollo, no tiene poderes administrativos, siendo su función principal la de coordinar proyectos de desarrollo regional y gestionar fondos de la Unión Europea.

## Localización
Centru está situado en el centro de Rumanía, dentro de la mayor curvatura de los Cárpatos, en los cursos superior y medio del Mureș y Olt, siendo atravesado por el meridiano 25 este y el paralelo 46 norte. Con una superficie de 34.082 km², que representa el 14,3 % del territorio rumano, Centru ocupa el quinto lugar entre las ocho regiones de desarrollo. Debido a su posición geográfica, limita con todas las demás regiones de desarrollo excepto București - Ilfov, y registra distancias aproximadamente iguales desde su zona central hasta los pasos fronterizos.
La región de Centru se compone de seis distritos: Alba, Brașov, Covasna, Harghita, Mureș y Sibiu .

## Geografía

### Relieve
Al carecer de llanuras adecuadas, el relieve de la región de Centru incluye partes significativas de las tres ramas de los Cárpatos rumanos (casi la mitad del área de la región), el área montañosa de la meseta de Transilvania y el área de depresión de contacto entre las colinas y las montañas.

### Red hidrográfica

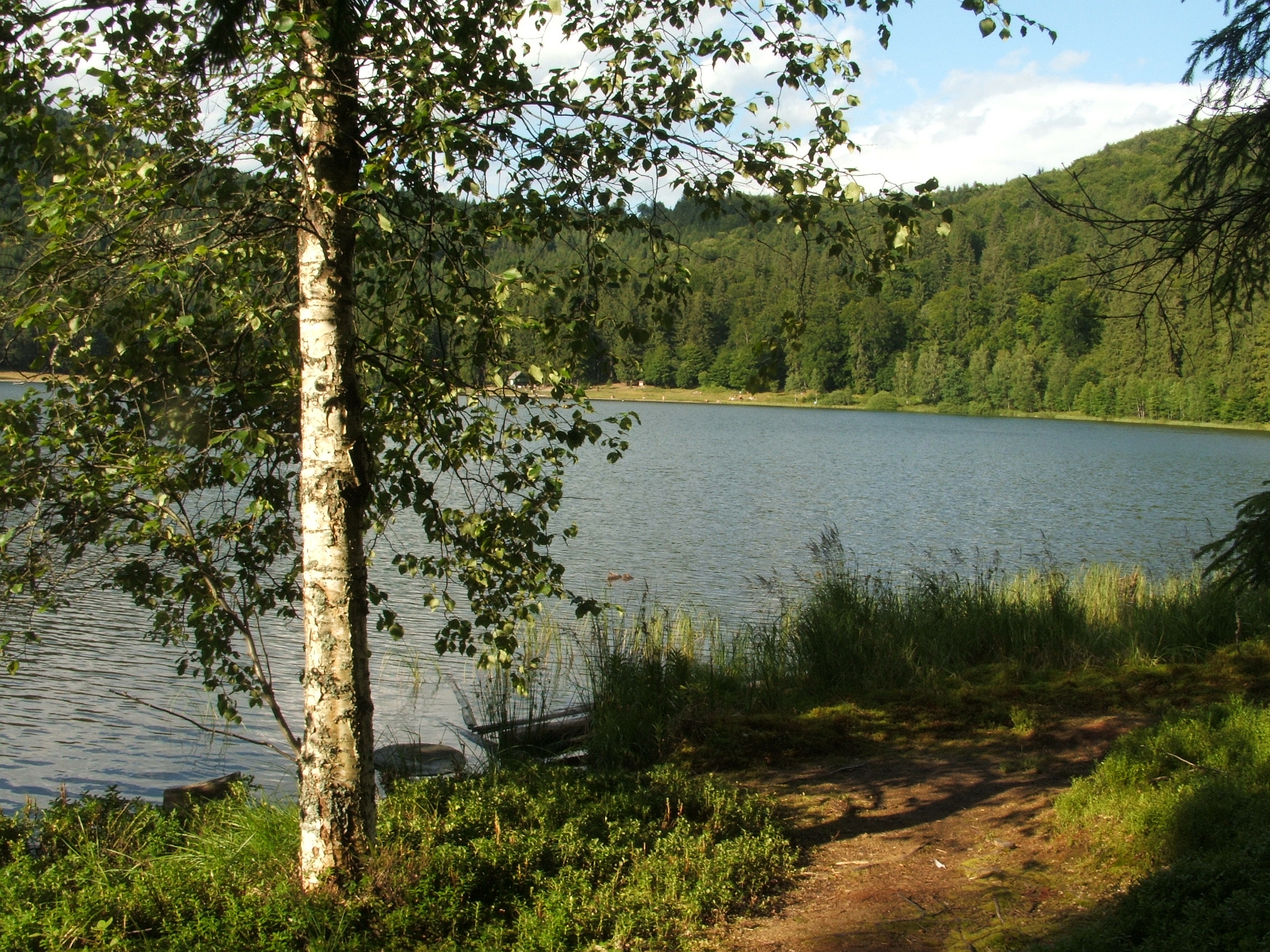
Lago Sfânta Ana, el único lago volcánico de Rumanía

La red hidrográfica es rica, formada por los cursos medio y alto del Mureș y Olt y sus afluentes. Los lagos naturales son diversos en génesis, siendo los más notables los lagos glaciares en las montañas Făgăraș, el lago volcánico Sfânta Ana en las montañas Harghita, el lago Rojo, lago formado por la represa del curso natural del río Bicaz y el lago Ursu. Los lagos artificiales más importantes son los lagos de presas en los ríos Olt y Sebeș, los lagos de sal en las antiguas minas de sal de Ocna Sibiului y los estanques de peces de la llanura de Transilvania.

### Clima
El clima de la región es continental templado y varía según la altitud. En las depresiones de la región oriental, lasinversiones de temperatura son frecuentes. En Bod, distrito de Brașov, la temperatura más baja de Rumania, -38,5 °C (-37,3 °F), se registró el 25 de enero de 1942.

## Demografía
Centru tiene una población total de 2 251 268 (censo de 2011). Su densidad de población es de 73,99/km², algo inferior al promedio nacional de 91,3/km².
La región es una de las más étnicamente diversas de Rumanía, con los rumanos étnicos que representan el 65,4 % de la población, los húngaros el 29,9 % y los romaníes el 4%. La mayor parte de la población húngara se concentra en los distritos de Harghita y Covasna, donde constituyen la mayoría de la población.